# Luís de Meneses Medeiros Neto
Luís de Medeiros Netto (Traipu, 22 de novembro de 1912 — Maceió, 8 de novembro de 1992) foi um político brasileiro. Exerceu o mandato de deputado federal constituinte por Alagoas de 1946 a 1970
Estudou no no Seminário Arquiepiscopal de Maceió e, também, no Seminário Diocesasano de Aracaju. 

## Vida Política[1]
- Entre os anos de 1941 e 1945, foi interventor federal dos departamentos de Educação e Cultura e das Municipalidades e Assistência ao Cooperativismo de Alagoas
- Em 1945, foi eleito deputado federal constituinte na legenda do Partido Social Democrático (PSD)
- Durante seu mandato, defendeu os postulados da Igreja Católica e o programa da Liga Eleitoral Católica
- Foi reeleito nos anos de 1950, 1954, 1958 e 1962
- Em 1965, filiou-se à Aliança Renovadora Nacional (Arena) e, em 1966, foi reconduzido à Câmara dos Deputados pela mesma legenda
- Em 1970, foi eleito suplente do senador arenista Luís de Sousa Cavalcanti
- Em 1971, após o fim de seu mandato,encerrou suas atividades na Câmara